# Casey Stoner
Pour les articles homonymes, voir Stoner.
Casey Stoner, né le 16 octobre 1985 à Southport, Australie, est un ancien pilote de vitesse moto australien, double champion du monde MotoGP en 2007 et en 2011. Il porte le numéro 27.

## Biographie

### Débuts en 125 et 250 cm³
Australien, Casey Stoner a très tôt reçu le soutien de ses parents, qui lui ont permis de s'installer dans la compétition en Grande-Bretagne. Sa progression est rapide, l'école britannique porte ses fruits et Stoner arrive en championnat du monde en 2001, en participant à deux courses 125 cm3, au guidon d'une Honda, où il marque ses premiers points. En 2002, il passe en 250 cm3, sur Aprilia, et finit douzième du championnat.
En 2003, Casey Stoner retourne en catégorie 125 cm3 sur Aprilia : après être monté trois fois sur le podium, il remporte sa première victoire à Valence et finit huitième. Il passe sur KTM en 2004 et signe d'autres podiums et une nouvelle victoire, cette fois à Sepang, pour se classer cinquième au championnat.
Il revient à la catégorie 250 cm3 en 2005, de nouveau sur une Aprilia. Il y sera le principal adversaire de Daniel Pedrosa pour le titre mondial, remportant au passage cinq victoires (Portugal, Chine, Malaisie, Qatar, Turquie), mais échoue à 55 points du pilote espagnol. Après avoir ainsi disputé sa meilleure saison en petites cylindrées, il passe en MotoGP en 2006.

### MotoGP

#### 2006: Débuts en catégorie reine

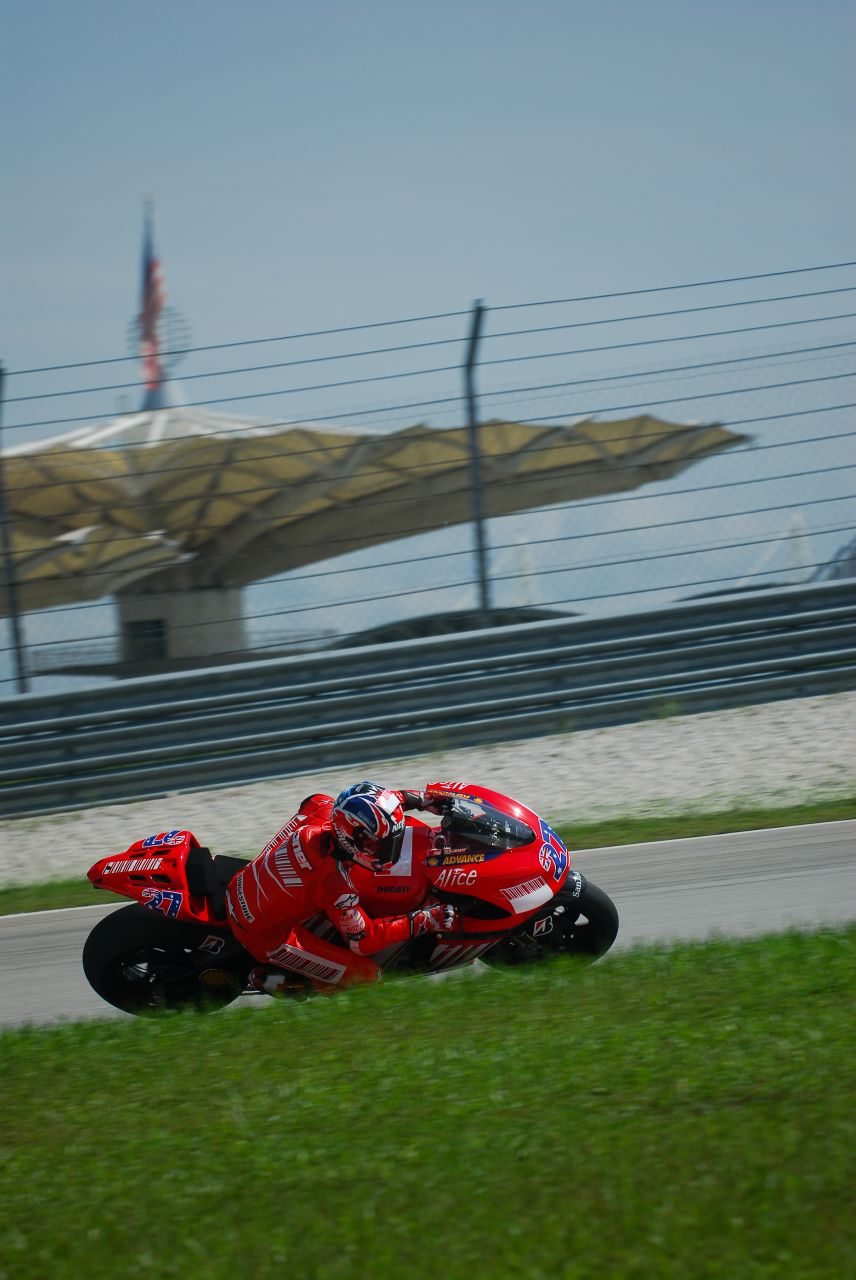
Stoner au Sepang International Circuit en Malaisie en janvier 2007

En 2006, Casey Stoner accède à la catégorie MotoGP. Au guidon d'une Honda préparée par le Team LCR, il réalise une première saison correcte et termine huitième au classement général. Il signe une pole position, au Qatar, et monte une fois sur le podium, lors du Grand Prix de Turquie qu'il termine à la seconde place.

#### 2007-2010: L'ère Ducati
Remarqué par Ducati, il est engagé par l'équipe italienne aux côtés de l'expérimenté Loris Capirossi pour la saison 2007. Pour le premier Grand Prix de la saison, il s'octroie la victoire après un duel face à Valentino Rossi, c'est le début d'une ascension irrésistible contre laquelle le septuple champion du monde ne pourra rien. Casey l'emporte à nouveau en Turquie, en Chine, en Catalogne, en Grande-Bretagne, aux États-Unis, en République tchèque et à Misano. Sa plus mauvaise place, sixième lors du Grand Prix du Japon à Motegi, lui apporte suffisamment de points pour remporter le titre de champion du monde MotoGP 2007. Le 14 octobre 2007, il honore ce titre par une victoire lors de son Grand Prix national sur le circuit de Phillip Island en Australie. Il porte enfin son nombre de victoires à dix (sur 18 possibles) lors du Grand Prix de Malaisie. Avec 367 points, il écrase la concurrence en devançant au championnat Dani Pedrosa de 125 points et Valentino Rossi de 126 points. Il est ainsi le premier pilote à offrir le titre à l'écurie italienne Ducati.
L'année 2008 démarre bien avec une victoire au Qatar. La suite sera plus difficile, avec deux résultats très moyens à Jerez et Estoril, il renoue avec le podium en Chine, où il termine troisième, mais est ensuite victime d'un problème moteur au Mans où il ne finira que seizième. Il reviendra dans la course au titre en dominant et remportant les courses de Donington et Assen, puis au Sachsenring sur une piste détrempée après un mano-à-mano à distance avec Valentino Rossi. Vient ensuite Laguna Seca : Stoner est revenu à vingt points de Rossi au classement général et il domine outrageusement tout le week-end, avant une course épique et un duel entre les deux champions qui restera dans les annales... et qui se termine par une victoire de Rossi devant Stoner. À Brno et Misano, Casey Stoner domine les essais mais chute en course alors qu'il était en tête. Il n'arrive alors plus à combler son retard au championnat et termine vice-champion du monde.
En 2009, Stoner remporte les Grands Prix du Qatar et d'Italie. Il est alors leader du championnat, mais une faiblesse physique l'empêche de piloter au maximum. Début août, il décide de prendre une pause pour trois courses, il est remplacé par le Finlandais Mika Kallio. Les expectatives vont bon train pour expliquer ce retrait : on découvrira finalement qu'il souffre d'une intolérance au lactose. Il fait un retour fracassant en octobre avec une deuxième place au Grand Prix du Portugal, puis avec deux victoires en Australie et en Malaisie. Il est en pole position pour le dernier Grand Prix de la saison, mais chute dans le tour d'installation. Cette bévue lui coûtera la troisième place au championnat.
Après de bons essais hivernaux, la saison 2010 commence au Qatar, où Stoner est triple vainqueur en titre. Il domine nettement le week-end, mais chute en course et abandonne. Les semaines suivantes, il enchaîne les soucis et s'installe dans un faux-rythme, alternant excellents résultats (trois victoires, six podiums dont cinq consécutifs) et grosses déceptions, notamment à cause de pertes du train avant de sa Ducati. Il termine la saison au quatrième rang et opte pour un changement de constructeur en rejoignant l'équipe officielle Honda pour 2011.

#### 2011: Retour gagnant chez Honda

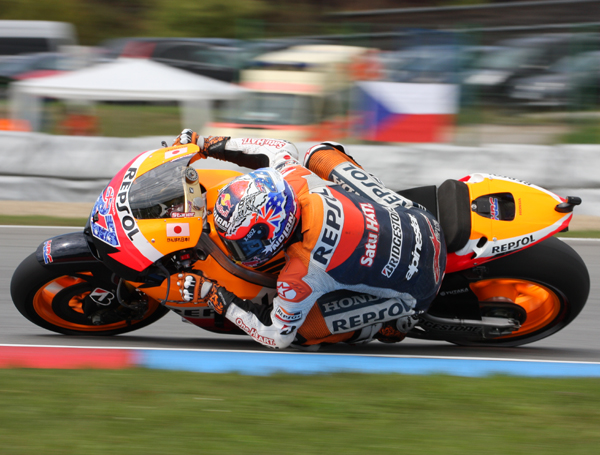
Casey Stoner au Grand Prix de République tchèque 2011

L'année 2011 débute pour Casey Stoner au sein de l'écurie officielle Repsol Honda aux côtés de Dani Pedrosa et Andrea Dovizioso. Meilleur temps de la quasi-totalité de tous les essais hivernaux, Casey Stoner commence la saison par une victoire au Grand Prix du Qatar. Pour le second Grand Prix en Espagne, disputé sous la pluie, il est mis au sol par Valentino Rossi lors d'une manœuvre plus que hasardeuse du Docteur, abandonne, et laisse Lorenzo récupérer la tête du championnat. Il remonte ensuite sur le podium au Portugal (troisième) avant de dominer de bout en bout ses rivaux aux Grands Prix de France, en Catalogne puis en Grande-Bretagne, à l'issue duquel il récupère la tête du championnat, avec trois victoires consécutives. Il assure une seconde place dans la cathédrale de la moto : le circuit néerlandais d'Assen, puis signe la troisième place en Allemagne. Au cours du long et sollicitant Grand Prix des États-Unis à Laguna Seca, Casey Stoner dépose Lorenzo à sept tours de l'arrivée, après avoir laissé sur place Dani Pedrosa, au cours de deux manœuvres remarquables. Il enchaine par une sixième victoire en République tchèque, puis une septième à Indianapolis. Stoner semble ainsi avoir grandement muri, assurant les places d'honneur là où il ne peut aller chercher la victoire, filant tout droit vers son second sacre.
Le 16 octobre 2011, jour de ses 26 ans, Il gagne une nouvelle fois son Grand Prix national sur le circuit de Philip Island, et s'offre ainsi, devant son public, son second titre mondial après celui obtenu en 2007 sur une Ducati. Il devient ainsi le cinquième pilote à remporter deux titres mondiaux de la catégorie reine sur deux marques différentes (Ducati et Honda) et devient recordman du nombre de pole positions en MotoGP sur une saison avec onze poles, avant de terminer la saison en s'imposant pour la dixième fois de l'année, égalant son score de 2007, à Valence, en étant parti pour la douzième fois de la pole position, égalant le record de Mick Doohan. 
Il entame la saison 2012 dans le costume de grandissime favori. Cependant, à l'occasion de l'ouverture de la saison, il ne termine que 3e au Grand-Prix du Qatar, pourtant réputé comme être l'un de ses favoris, puisqu'il y a gagné 4 fois en catégorie reine. La Honda RCV, si complète et performante en 2011 pour la dernière année des 800 cm3, semble connaître quelques problèmes de dribbles pour sa version 1000 cm3. Cela ne l’empêche pas de gagner coup sur coup le GP de Jerez en Espagne, et celui d’Estoril au Portugal, deux circuits sur lesquels il n’avait jamais triomphé auparavant. Il crée la stupeur au Mans, en annonçant sa retraite pour la fin de la saison 2012, alors qu'il n'a que 26 ans, et qu'il est au sommet de sa carrière. Il finit sur la 3e marche du podium en France, après un  beau combat sous la pluie face à Valentino Rossi. Lorenzo assoit alors sa domination sur le championnat en gagnant 3 courses d’affilées. Stoner lui termine en 4e position en Catalogne, et second à Silverstone. A Assen, alors qu’il chute lourdement aux essais, il signe une nouvelle pole position, avec la victoire à la clé, revenant à égalité de points avec Jorge Lorenzo qui est tombé au premier virage à la suite d’un accrochage avec Bautista.

#### 2012: Annonce de la fin de sa carrière
En 2012, Casey Stoner continue au guidon de la Honda RCV de 1000 cm3. Il commence sa saison par une 3e place au Grand Prix du Qatar mais remporta ensuite dès la seconde manche du championnat le Grand Prix d'Espagne. Il gagnera ensuite plusieurs Grands Prix notamment celui du Portugal, des Pays-Bas et des États-Unis. Malheureusement une lourde chute lors du Grand Prix d'Indianapolis lui fractura la cheville. Contraint de se faire opérer, Stoner manquera trois Grand Prix (République Tchèque, Saint Marin et Aragon) et voit toutes ses chances de conserver son titre mondial s'envoler. C'est courageusement qu'il reprend la compétition lors du Grand Prix du Japon avec une cheville encore fragile où il terminera 5e. Casey Stoner remportera ensuite pour la 6e fois consécutives le Grand Prix d'Australie devant son public. Il décide de mettre un terme à sa carrière à l'issue de la saison à seulement 27 ans pour profiter pleinement de sa famille.

#### 2015 : Pilote d'essai chez Ducati
Après plusieurs mois de rumeurs, le retour de Casey Stoner en MotoGP est officialisé le 23 novembre 2015 en tant que pilote d'essai de l'écurie Ducati pour la saison 2016. Il semblerait que 2018 soit sa dernière saison comme pilote essayeur et de développement.

### Course automobile
En 2013, il rejoint le championnat Dunlop V8 Supercar Series, antichambre du V8 Supercars, championnat mettant aux prises des voitures de type « tourisme » équipées de moteurs V8 et qui se déroule en Australie.

## Vie privée
Casey Stoner est marié depuis le 6 janvier 2007 avec Adriana Tuchyna Stoner. Avant de disputer le Grand Prix de République tchèque 2011, qu'il remportera, Casey annonce la grossesse de son épouse.
Adriana accouche d'une petite Alessandra le 16 février 2012, le jour de l'anniversaire de son rival Valentino Rossi, qui fête ses 33 ans. Elle est née à 21h55 en Suisse, près de Lausanne où réside le couple.

## Le numéro 27
Casey Stoner porte le numéro 27 en hommage à Alberto Puig, ancien pilote moto et manager de Dani Pedrosa (Pedrosa était le numéro 26 alors que Stoner héritait du 27). Puig a ainsi aidé Stoner et sa famille à s’installer au mieux dans la vieille Europe pour se faire les dents dans le championnat 125 ibérique, avant de le recommander à Lucio Cecchinello en 2002.

## Palmarès
- 45 victoires en Grand Prix (38 en MotoGP, 5 en 250 cm3, 2 en 125 cm3).
- Champion du monde MotoGP 2007, sur Ducati.
- Champion du monde MotoGP 2011, sur Honda.
- Recordman du nombre de poles sur une saison en MotoGP avec 12 poles en 2011.

### Victoires en 125 cm³: 2
| Année | Lieu du Grand Prix                           | Circuit                         | Ville   |
| ----- | -------------------------------------------- | ------------------------------- | ------- |
| 2003  | Grand Prix moto de la Communauté valencienne | Circuit de Valence              | Valence |
| 2004  | Grand Prix moto de Malaisie                  | Circuit international de Sepang | Sepang  |

### 250 cm³
- Grand Prix du Portugal 2005
- Grand Prix de Chine 2005
- Grand Prix de Malaisie 2005
- Grand Prix du Qatar 2005
- Grand Prix de Turquie 2005

### MotoGP

#### Saison 2007
- Grand Prix du Qatar
- Grand Prix de Turquie
- Grand Prix de Chine
- Grand Prix de Catalogne
- Grand Prix de Grande-Bretagne
- Grand Prix des États-Unis
- Grand Prix de République tchèque
- Grand Prix de Saint-Marin
- Grand Prix d'Australie
- Grand Prix de Malaisie
- Champion du monde

#### Saison 2008
- Grand Prix du Qatar
- Grand Prix de Grande-Bretagne
- Grand Prix des Pays-Bas
- Grand Prix d'Allemagne
- Grand Prix d'Australie
- Grand Prix de Valence

#### Saison 2009
- Grand Prix du Qatar
- Grand Prix d'Italie
- Grand Prix d'Australie
- Grand prix de Malaisie

#### Saison 2010
- Grand Prix d'Aragon
- Grand Prix du Japon
- Grand Prix d'Australie

#### Saison 2011
- Grand Prix du Qatar
- Grand Prix de France
- Grand Prix de Catalogne
- Grand Prix de Grande-Bretagne
- Grand Prix des États-Unis
- Grand Prix de République tchèque
- Grand Prix d'Indianapolis
- Grand Prix d'Aragon
- Grand Prix d'Australie
- Grand Prix de Valence
- Champion du monde

#### Saison 2012
- Grand Prix de Jerez
- Grand Prix du Portugal
- Grand Prix des Pays-Bas
- Grand Prix des États-Unis
- Grand Prix d'Australie

## Statistiques

### Par années
| Sais  | Cat.    | Moto           | Course | Vict | Pod | Pole | MT¹ | Pts  | Class | Titre |
| ----- | ------- | -------------- | ------ | ---- | --- | ---- | --- | ---- | ----- | ----- |
| 2001  | 125 cm³ | Honda RS125R   | 2      | 0    | 0   | 0    | 0   | 4    | 29e   | -     |
| 2002  | 250 cm³ | Aprilia RS250  | 15     | 0    | 0   | 0    | 0   | 68   | 12e   | -     |
| 2003  | 125 cm³ | Aprilia RS125  | 14     | 1    | 4   | 1    | 2   | 125  | 8e    | -     |
| 2004  | 125 cm³ | KTM 125 FPR    | 14     | 1    | 6   | 1    | 1   | 145  | 5e    | -     |
| 2005  | 250 cm³ | Aprilia RSA250 | 16     | 5    | 10  | 2    | 1   | 254  | 2e    | -     |
| 2006  | MotoGP  | Honda RC211V   | 16     | 0    | 1   | 1    | 0   | 119  | 8e    | -     |
| 2007  | MotoGP  | Ducati GP7     | 18     | 10   | 14  | 5    | 6   | 367  | 1er   | 1     |
| 2008  | MotoGP  | Ducati GP8     | 18     | 6    | 11  | 9    | 9   | 280  | 2e    | -     |
| 2009  | MotoGP  | Ducati GP9     | 13     | 4    | 8   | 3    | 2   | 220  | 4e    | -     |
| 2010  | MotoGP  | Ducati GP10    | 18     | 3    | 9   | 4    | 3   | 225  | 4e    | -     |
| 2011  | MotoGP  | Honda RC212V   | 17     | 10   | 16  | 12   | 7   | 350  | 1er   | 1     |
| 2012  | MotoGP  | Honda RC213V   | 15     | 5    | 10  | 5    | 2   | 254  | 3e    | -     |
| Total |         |                | 176    | 45   | 89  | 43   | 33  | 2411 |       | 2     |

- ¹Meilleur tour en course

### Résultats détaillés
| Année | Catégorie | Moto    | 1       | 2       | 3       | 4       | 5       | 6       | 7       | 8       | 9       | 10      | 11      | 12      | 13      | 14      | 15      | 16      | 17      | 18    | Position | Points |
| ----- | --------- | ------- | ------- | ------- | ------- | ------- | ------- | ------- | ------- | ------- | ------- | ------- | ------- | ------- | ------- | ------- | ------- | ------- | ------- | ----- | -------- | ------ |
| 2001  | 125 cm³   | Honda   | JPN     | RSA     | SPA     | FRA     | ITA     | CAT     | NED     | GBR 17  | GER     | CZE     | POR     | VAL     | PAC     | AUS 12  | MAL     | RIO     |         |       | 29e      | 4      |
| 2002  | 250 cm³   | Aprilia | JPN Ab. | RSA Ab. | SPA 6   | FRA Ab. | ITA INJ | CAT 6   | NED 8   | GBR 11  | GER Ab. | CZE 5   | POR Ab. | RIO 6   | PAC 17  | MAL 11  | AUS 10  | VAL 13  |         |       | 12e      | 68     |
| 2003  | 125 cm³   | Aprilia | JPN Ab. | RSA 10  | SPA 6   | FRA 4   | ITA 18  | CAT Ab. | NED Ab. | GBR 5   | GER 2   | CZE INJ | POR INJ | RIO 2   | PAC 2   | MAL Ab. | AUS Ab. | VAL 1   |         |       | 8e       | 125    |
| 2004  | 125 cm³   | KTM     | RSA 3   | SPA 5   | FRA 8   | ITA 2   | CAT 4   | NED 3   | RIO 2   | GER INJ | GBR INJ | CZE Ab. | POR Ab. | JPN Ab. | QAT Ab. | MAL 1   | AUS 3   | VAL Ab. |         |       | 5e       | 145    |
| 2005  | 250 cm³   | Aprilia | SPA Ab. | POR 1   | CHN 1   | FRA 4   | ITA 4   | CAT 2   | NED 6   | GBR 3   | GER 7   | CZE 3   | JPN 3   | MAL 1   | QAT 1   | AUS Ab. | TUR 1   | VAL 3   |         |       | 2e       | 254    |
| 2006  | MotoGP    | Honda   | SPA 6   | QAT 5   | TUR 2   | CHN 5   | FRA 4   | ITA Ab. | CAT Ab. | NED 4   | GBR 4   | GER DNS | USA Ab. | CZE 6   | MAL 8   | AUS 6   | JPN Ab. | POR Ab. | VAL Ab. |       | 8e       | 119    |
| 2007  | MotoGP    | Ducati  | QAT 1   | SPA 5   | TUR 1   | CHN 1   | FRA 3   | ITA 4   | CAT 1   | GBR 1   | NED 2   | GER 5   | USA 1   | CZE 1   | RSM 1   | POR 3   | JPN 6   | AUS 1   | MAL 1   | VAL 2 | 1er      | 367    |
| 2008  | MotoGP    | Ducati  | QAT 1   | SPA 11  | POR 6   | CHN 3   | FRA 16  | ITA 2   | CAT 3   | GBR 1   | NED 1   | GER 1   | USA 2   | CZE Ab. | RSM Ab. | IND 4   | JPN 2   | AUS 1   | MAL 6   | VAL 1 | 2e       | 280    |
| 2009  | MotoGP    | Ducati  | QAT 1   | JPN 4   | SPA 3   | FRA 5   | ITA 1   | CAT 3   | NED 3   | USA 4   | GER 4   | GBR 14  | CZE INJ | IND INJ | SMR INJ | POR 2   | AUS 1   | MAL 1   | VAL DNS |       | 4e       | 220    |
| 2010  | MotoGP    | Ducati  | QAT Ab. | SPA 5   | FRA Ab. | ITA 4   | GBR 5   | NED 3   | CAT 3   | GER 3   | USA 2   | CZE 3   | IND Ab. | SMR 5   | ARA 1   | JPN 1   | MAL Ab. | AUS 1   | POR Ab. | VAL 2 | 4e       | 225    |
| 2011  | MotoGP    | Honda   | QAT 1   | SPA Ab. | POR 3   | FRA 1   | CAT 1   | GBR 1   | NED 2   | ITA 3   | GER 3   | USA 1   | CZE 1   | IND 1   | SMR 3   | ARA 1   | JPN 3   | AUS 1   | MAL C   | VAL 1 | 1er      | 350    |
| 2012  | MotoGP    | Honda   | QAT 3   | SPA 1   | POR 1   | FRA 3   | CAT 4   | GBR 2   | NED 1   | GER Ab. | ITA 8   | USA 1   | IND 4   | CZE INJ | SMR INJ | ARA INJ | JPN 5   | MAL 3   | AUS 1   | VAL 3 | 3e       | 254    |

### Par catégorie
| Cat.    | Année           | 1er GP   | 1er podium | 1re victoire | Courses | Victoires | Podiums | Pole | M.tours¹ | Points | Titres |
| ------- | --------------- | -------- | ---------- | ------------ | ------- | --------- | ------- | ---- | -------- | ------ | ------ |
| 125 cm³ | 2001, 2003-2004 | GBR 2001 | GER 2003   | VAL 2003     | 30      | 2         | 10      | 2    | 3        | 274    | 0      |
| 250 cm³ | 2002, 2005      | JAP 2002 | POR 2005   | POR 2005     | 31      | 5         | 10      | 2    | 1        | 322    | 0      |
| MotoGP  | Depuis 2006     | ESP 2006 | TUR 2006   | QAT 2007     | 118     | 38        | 69      | 39   | 29       | 1815   | 2      |
| Total   |                 |          |            |              | 179     | 45        | 89      | 43   | 33       | 2 411  | 2      |

¹ Meilleurs tours en course